# Amortyzacja rowerowa

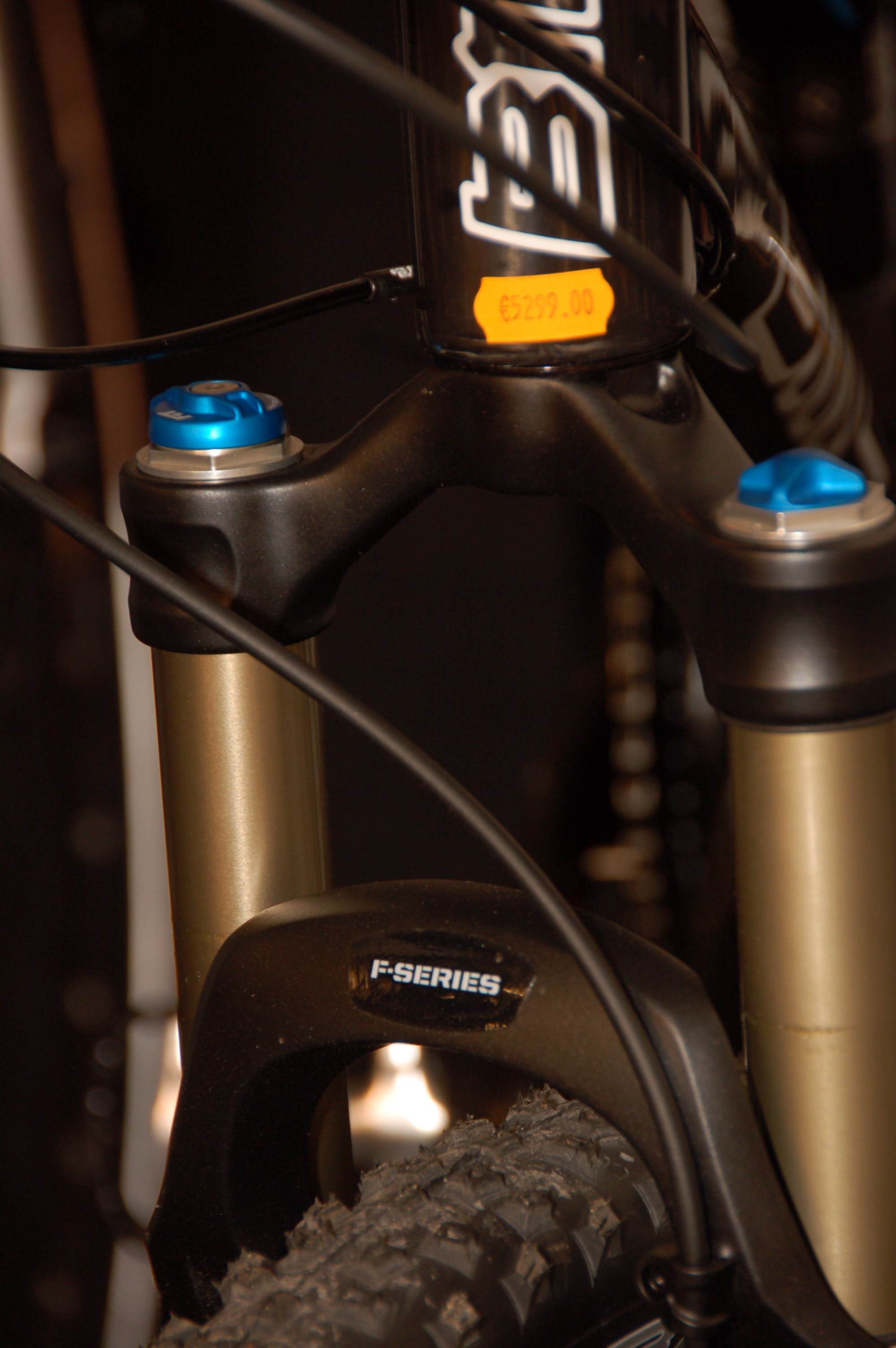
Amortyzacja zamontowana w przednim widelcu

Amortyzacja jest spotykana w rowerach MTB oraz turystycznych. Ma ona na celu przede wszystkim poprawę przyczepności i bezpieczeństwa w nierównym terenie oraz zwiększenie komfortu jazdy, . Amortyzatory rowerowe łączą funkcje, które w układzie zawieszenia samochodu pełnią amortyzator oraz sprężyny. W zależności od zastosowanych technologii amortyzatory można podzielić na powietrzne, sprężynowe oraz elastomerowe. Istnieją również amortyzatory wykorzystujące więcej niż jedną technologię, np.: SR Suntour XCR posiada sprężynę oraz elastomery. Wiele amortyzatorów posiada niezależne systemy pozwalające na ugięcie oraz spowolnienie wybicia amortyzatora, tzw. tłumienie odbicia (np. RockShox Sid i Reba – sprężyna powietrzna oraz tłumienie olejowe).
Amortyzatory montuje się na widelcu przednim, tylnym, lub w centralnym punkcie ramy, pomiędzy widelcem tylnym a górną lub dolną rurą ramy. Istnieją również amortyzowane sztyce i mostki, jednak nie są tak popularne jak amortyzowane widelce i dampery. Rolę amortyzatora pełnią również opony.
Rowery przystosowane do montażu amortyzatorów na tylnym widelcu są w tym celu specjalnie skonstruowane. Najczęściej spotyka się amortyzowany przedni widelec, z powodu prostoty tego rozwiązania i braku konieczności zmiany konstrukcji ramy roweru, ramy z amortyzatorem tylnym (damperem) są rzadsze, ale dość popularne w kolarstwie górskim.

## Widelec amortyzowany
Widelce amortyzowane, potocznie nazywane po prostu amortyzatorami lub skrótowo żargonowo "amorami", są najczęściej używanym rodzajem amortyzacji w rowerach. Występują głównie w rowerach górskich (MTB), jednak można je spotkać w rowerach trekkingowych, gdzie pełnią jedynie funkcję zwiększenia komfortu jazdy. Widelce amortyzowane mogą mieć od 50 mm do 300 mm skoku (długości, o jaką dolne i górne golenie mogą się zbliżyć przy maksymalnym ściśnięciu widelca). W zależności od skoku, amortyzatory przeznaczone są do różnych dyscyplin:
- 50-100 mm - rowery trekkingowe i turystyczne
- 80-130 mm - rowery cross country (XC), dirtowe i slopestyle
- 130-140 mm - rowery trail
- 150-170 mm - rowery enduro i all-mountain (AM)
- 180-300 mm - rowery zjazdowe (DH) i freeride (FR), skok powyżej 200mm jest rzadkością

## Damper
Dampery, czyli amortyzatory tylne, mają mniejszy skok niż widelce amortyzowane ze względu na sposób działania zawieszenia; w przeciwieństwie do widelca damper nie jest przymocowany bezpośrednio do piasty tylko do dwóch części ramy połączonych łożyskami, które pozwalają na przemieszczenie tylnego koła w zależności od napotkanego terenu. Skok dampera zależny jest od konstrukcji ramy i stosowanego przełożenia zawieszenia (stosunku kompresji dampera do przemieszczenia osi tylnego koła), skok dampera jest zwykle podobny do skoku widelca w danym rowerze.